# کاروانسرای قندی
کاروانسرای قندی مربوط به دوره قاجار است و در دزفول، محله مسجد، نبش میدان امام واقع شده و این اثر در تاریخ ۲۶ اسفند ۱۳۸۱ با شمارهٔ ثبت ۸۰۰۷ به‌عنوان یکی از آثار ملی ایران به ثبت رسیده است.